# Sude Oduncu
Sude Oduncu (* 1992) ist eine türkische Schauspielerin.

## Leben und Karriere
Oduncu studierte an der Technische Universität Wien. Ihren ersten Durchbruch hatte sie 2021 in der Serie İşte Bu Benim Masalım. Anschließend spielte sie 2022 in dem Netflixfilm Özel Ders – Privatunterricht mit. Unter anderem wurde sie 2024 für die Serie Rüzgarlı Tepe gecastet. Im selben Jahr trat sie in einer Folge in der Netflixserie Kübra auf.

## Filmografie
- 2021: İşte Bu Benim Masalım (Fernsehserie)
- 2022: Özel Ders – Privatunterricht
- 2024: Rüzgarlı Tepe (Fernsehserie)
- 2024: Kübra (Fernsehserie, 1 Episode)